# Elvin Post
Pour les articles homonymes, voir Post.
Elvin Post, né le 25 novembre 1973 à Rotterdam, dans la province de la Hollande-Méridionale, est un journaliste, un scénariste et un écrivain néerlandais, auteur de roman policier. Il a remporté le prix Gouden Strop (en) en 2004 et le prix Diamanten Kogel (en) en 2011.

## Biographie
Fils de l'écrivain néerlandais Jacques Post, il effectue pendant ses études un stage dans l'agence littéraire de Caroline van Gelderen à Amsterdam. Il travaille ensuite, pendant une année, à Manhattan au sein de l'agence littéraire de Ralph Vicinanza. De retour aux Pays-Bas, il devient journaliste pour le quotidien néerlandais Algemeen Dagblad. Il publie en 2004 un premier roman, Jour de paie (Groene vrijdag), couronné du prix littéraire néerlandais Gouden Strop (en). Il devient ainsi le premier débutant à remporter ce prix.
Pour son second roman, intitulé Faux et usages de faux (Vals beeld), il s'inspire d'un vol de treize tableaux commis en 1990 au musée Isabella Stewart Gardner de Boston. Il poursuit sa carrière de romancier et signe Losers-nés (Geboren verliezers) en 2008,  Roomservice en 2010 et Dame Blanche en 2013. Avec Roomservice, il remporte le prix littéraire flamand Diamanten Kogel (en) en 2011. En 2016, il écrit le scénario d'un épisode de la série télévisée néerlandaise Moordvrouw. 
Plusieurs de ses romans ont été traduits en France par les éditions du Seuil.

## Œuvre

### Romans
- Groene vrijdag (2004) Publié en français sous le titre Jour de paie, traduction de Hubert Galle, Paris, Éditions du Seuil, coll. « Thrillers », 2007
- Vals beeld (2006) Publié en français sous le titre Faux et usages de faux, traduction de Hubert Galle, Paris, Éditions du Seuil, coll. « Thrillers », 2010, réédition Paris, Points, coll. « Policier » no 2609, 2011
- Geboren verliezers (2008) Publié en français sous le titre Losers-nés, traduction de Hubert Galle, Paris, Éditions du Seuil, coll. « Policiers », 2011
- Roomservice (2010) Publié en français sous le titre Roomservice, traduction de Hubert Galle, Paris, Éditions du Seuil, coll. « Policiers », 2012
- Dame Blanche (2013)

### Recueil
- Het 17de - eerbetoon aan alle amateurvoetballers (2006)

## Prix et distinctions notables
- Gouden Strop (en) pour Groene vrijdag en 2004.
- Diamanten Kogel (en) pour Roomservice en 2011.